# Liste der Spiele des Başbakanlık Kupası
Diese Liste führt die offiziellen Spiele um den Başbakanlık Kupası, einem Fußball-Superpokal in der Türkei, von 1944 bis 1998 auf.

## Başbakanlık Kupası 1944
| Beşiktaş Istanbul                                           | Beşiktaş Istanbul | Fenerbahçe Istanbul | Fenerbahçe Istanbul |
| ----------------------------------------------------------- | --- | --- | ------------------- |
| Beşiktaş Istanbul                                           | \| 3. Juni 1944 um 17:00 Uhr in Ankara (Ankara 19 Mayıs Stadı) \| \| Ergebnis: 4:1 (1:1) \| \| Schiedsrichter: Tarık Özerengin \| \| Spielbericht \|                                                                | \| 3. Juni 1944 um 17:00 Uhr in Ankara (Ankara 19 Mayıs Stadı) \| \| Ergebnis: 4:1 (1:1) \| \| Schiedsrichter: Tarık Özerengin \| \| Spielbericht \|                                                                    | Fenerbahçe Istanbul |
| Beşiktaş Istanbul                                           | Mehmet Ali Tanman – Yavuz Üreten, Saim Sarper, Ömer Doğan, Rıfat Atakanı (46. Hristo Kostanda) – Hakkı Yeten, Şükrü Gülesin, Şeref Görkey, Hüseyin Saygun – Kemal Gülçelik, Vecdi Çapa Cheftrainer: Refik Osman Top | Cihat Arman – Müzdat Yetkiner (46. Samim Var), Lebip Elmas, Şeref Benibol, Şevket Demirtepe – Esat Kaner, Ömer Boncuk, Halit Deringör, Melih Kotanca – Naci Bastoncu, Fikret Kırcan Cheftrainer: John Prayer ( England) | Fenerbahçe Istanbul |
| Beşiktaş Istanbul                                           | 1:0 Kemal Gülçelik (20.) 2:1 Hüseyin Sangun (52.) 3:1 Vecdi Çapa (72.) 4:1 Şükrü Gülesin (86.) | 1:1 Naci Bastoncu (26) | Fenerbahçe Istanbul |
| 3. Juni 1944 um 17:00 Uhr in Ankara (Ankara 19 Mayıs Stadı) | | |                     |
| Ergebnis: 4:1 (1:1)                                         | | |                     |
| Schiedsrichter: Tarık Özerengin                             | | |                     |
| Spielbericht                                                | | |                     |

## Başbakanlık Kupası 1945
| Fenerbahçe Istanbul                                         | Fenerbahçe Istanbul | Harp Okulu Ankara | Harp Okulu Ankara |
| ----------------------------------------------------------- | --- | --- | ----------------- |
| Fenerbahçe Istanbul                                         | \| 2. Juni 1945 um 17:00 Uhr in Ankara (Ankara 19 Mayıs Stadı) \| \| Ergebnis: 3:2 (1:1) \| \| Schiedsrichter: Şazi Tezcan \| \| Spielbericht \|                                                                                       | \| 2. Juni 1945 um 17:00 Uhr in Ankara (Ankara 19 Mayıs Stadı) \| \| Ergebnis: 3:2 (1:1) \| \| Schiedsrichter: Şazi Tezcan \| \| Spielbericht \|                      | Harp Okulu Ankara |
| Fenerbahçe Istanbul                                         | Cihat Arman – Selahattin Torkal, Numan Uzun, Halil Köksalan (46. Şevket Demirtepe), Ömer Boncuk – Naci Bastoncuv, Halil Özyazıcı, Adnan Tuncay (46. Samim Var), Halit Deringör – Melih Kotanca, Erol Keskin Cheftrainer: Fikret Arıcan | Nail (46. Şevket) – İsmet Sertkaya, Selami Yazgan, Osman Sevinç, Hasan Polat – Muhittin Üründal, Muzaffer Öz, Kemal Çolpan, Celal Çağlan – Kemal Ayan, Refik Keskiner | Harp Okulu Ankara |
| Fenerbahçe Istanbul                                         | 1:1 Melih Kotanca (42.) 2:1 Halit Deringör (47.) 3:1 Samim Var (82.) | 0:1 Hasan Polat (10.) 3:2 Celal Çağlan (86.) | Harp Okulu Ankara |
| 2. Juni 1945 um 17:00 Uhr in Ankara (Ankara 19 Mayıs Stadı) | | |                   |
| Ergebnis: 3:2 (1:1)                                         | | |                   |
| Schiedsrichter: Şazi Tezcan                                 | | |                   |
| Spielbericht                                                | | |                   |

## Başbakanlık Kupası 1946
| Fenerbahçe Istanbul                                         | Fenerbahçe Istanbul | Gençlerbirliği Ankara | Gençlerbirliği Ankara |
| ----------------------------------------------------------- | --- | --- | --------------------- |
| Fenerbahçe Istanbul                                         | \| 1. Juni 1946 um 17:00 Uhr in Ankara (Ankara 19 Mayıs Stadı) \| \| Ergebnis: 4:0 (1:0) \| \| Schiedsrichter: Zülbahar Sağnak \| \| Spielbericht \|                                                                   | \| 1. Juni 1946 um 17:00 Uhr in Ankara (Ankara 19 Mayıs Stadı) \| \| Ergebnis: 4:0 (1:0) \| \| Schiedsrichter: Zülbahar Sağnak \| \| Spielbericht \|           | Gençlerbirliği Ankara |
| Fenerbahçe Istanbul                                         | Cihat Arman – Müzdat Yetkiner, Selahattin Torkal, Ahmet Erol, Ömer Boncuk – Necdet Dalay, Halit Deringör, Naci Bastoncu, Halil Özyazıcı – Melih Kotanca, Fikret Kırcan (46. Halil Köksalan) Cheftrainer: Fikret Arıcan | Erdal Kocaçimen, Sait Ozan, Refet Olgaç, Mehmet Ali Par, Hasan Polat – Selim Atak, Mustafa Kökçam, Ali Anul, Hamdi Ülgen – Burhanettin Doğançay, Halim Çorbalı | Gençlerbirliği Ankara |
| Fenerbahçe Istanbul                                         | 1:0 Naci Bastoncu (13.) 2:0 Müzdat Yetkiner (46.) 3:0 Halil Köksalan (71.) 4:0 Müzdat Yetkiner (83.) | | Gençlerbirliği Ankara |
| 1. Juni 1946 um 17:00 Uhr in Ankara (Ankara 19 Mayıs Stadı) | | |                       |
| Ergebnis: 4:0 (1:0)                                         | | |                       |
| Schiedsrichter: Zülbahar Sağnak                             | | |                       |
| Spielbericht                                                | | |                       |

## Başbakanlık Kupası 1947
| Beşiktaş Istanbul                                           | Beşiktaş Istanbul | Ankara Demirspor | Ankara Demirspor |
| ----------------------------------------------------------- | --- | --- | ---------------- |
| Beşiktaş Istanbul                                           | \| 1. Juni 1947 um 19:30 Uhr in Ankara (Ankara 19 Mayıs Stadı) \| \| Ergebnis: 4:0 (1:0) \| \| Schiedsrichter: Fethi Karaturgay \| \| Spielbericht \|                                            | \| 1. Juni 1947 um 19:30 Uhr in Ankara (Ankara 19 Mayıs Stadı) \| \| Ergebnis: 4:0 (1:0) \| \| Schiedsrichter: Fethi Karaturgay \| \| Spielbericht \|             | Ankara Demirspor |
| Beşiktaş Istanbul                                           | Ethem Karpat – Yavuz Üreten, Vedii Tosuncuk, Saim Sarper, Necdet Dalay – Hikmet Alpaslan, Sabri Gençsoy, Şevket Yorulmaz, Hakkı Yeten – Tanaş Çaçi, Şükrü Gülesin Cheftrainer: Refik Osman Top – | Nevzat Mamat, Mehmet Zorman, İskender Pınarakar, Naci Özkaya, Şevket Demirtepe – Mustafa Ercan, Kadri Ulukal, Gündüz Kılıç, Hamdi Dağaşar – İsmail, Rıdvan Teoman | Ankara Demirspor |
| Beşiktaş Istanbul                                           | 1:0 Şevket Yorulmaz (20.) 2:0 Şükrü Gülesin (65.) 3:0 Şevket Yorulmaz (84.) 4:0 Şükrü Gülesin (86.)                                                                                              | | Ankara Demirspor |
| 1. Juni 1947 um 19:30 Uhr in Ankara (Ankara 19 Mayıs Stadı) | | |                  |
| Ergebnis: 4:0 (1:0)                                         | | |                  |
| Schiedsrichter: Fethi Karaturgay                            | | |                  |
| Spielbericht                                                | | |                  |

## Başbakanlık Kupası 1950
| Fenerbahçe Istanbul                                          | Fenerbahçe Istanbul | Göztepe Izmir | Göztepe Izmir |
| ------------------------------------------------------------ | --- | --- | ------------- |
| Fenerbahçe Istanbul                                          | \| 17. Juni 1950 um 18:00 Uhr in Ankara (Ankara 19 Mayıs Stadı) \| \| Ergebnis: 2:1 n. V. (1:1, 1:0) \| \| Schiedsrichter: Muzaffer Ertuğ \| \| Spielbericht \|                                                                                    | \| 17. Juni 1950 um 18:00 Uhr in Ankara (Ankara 19 Mayıs Stadı) \| \| Ergebnis: 2:1 n. V. (1:1, 1:0) \| \| Schiedsrichter: Muzaffer Ertuğ \| \| Spielbericht \| | Göztepe Izmir |
| Fenerbahçe Istanbul                                          | Cihat Arman – Müzdat Yetkiner, Selahattin Torkal, Ahmet Erol, Kamil Ekin – Mehmet Ali Has, Fikret Kırcan (46. Samim Var), Lefter Küçükandonyadis, Cemal Uzkes – Erol Keskin, Halit Deringör (96. Hilmi Ardağ) Cheftrainer: Peter Molloy ( England) | Erdoğan Akın – Fahri, Adnan, Emcet Sayar, Mustafa Orçinos – Mehmet Öktem, Yüksel Doğanay, Recep, Necati – Nezihi, Ahmet Özdemir                                 | Göztepe Izmir |
| Fenerbahçe Istanbul                                          | 1:0 Lefter Küçükandonyadis (10.) 2:1 Erol Keskin (114.) | 1:1 ? (2. HZ) | Göztepe Izmir |
| 17. Juni 1950 um 18:00 Uhr in Ankara (Ankara 19 Mayıs Stadı) | | |               |
| Ergebnis: 2:1 n. V. (1:1, 1:0)                               | | |               |
| Schiedsrichter: Muzaffer Ertuğ                               | | |               |
| Spielbericht                                                 | | |               |

## Başbakanlık Kupası 1966
| Eskişehirspor                                                | Eskişehirspor | Trabzon İdmanocağı | Trabzon İdmanocağı |
| ------------------------------------------------------------ | --- | --- | ------------------ |
| Eskişehirspor                                                | \| 23. Juni 1966 um 19:30 Uhr in Ankara (Ankara 19 Mayıs Stadı) \| \| Ergebnis: 1:0 (1:0) \| \| Schiedsrichter: Sabahattin Ladikli \| \| Spielbericht \|                                    | \| 23. Juni 1966 um 19:30 Uhr in Ankara (Ankara 19 Mayıs Stadı) \| \| Ergebnis: 1:0 (1:0) \| \| Schiedsrichter: Sabahattin Ladikli \| \| Spielbericht \|             | Trabzon İdmanocağı |
| Eskişehirspor                                                | Hakkı Aygün – İlhan Çolak, Mahmut Şölenişçi, İsmail Arca, Kamuran Yavuz – Mehmet Dülger, Ayhan Aşut, Nihat Atacan, Metin Büyüksolak – Fethi Heper, Mehmet Mengü Cheftrainer: Abdullah Matay | Argun Sayın – Kenan Aksu, Haydar Tuncer, İbrahim Çoban, Şevki Gençosmanoğlu – Nevzat Özgür, Ahmet Suat Özyazıcı, Ziya Genç, Atay Aktuğ – Köksal Mesçi, Necmi Perekli | Trabzon İdmanocağı |
| Eskişehirspor                                                | 1:0 Nihat Atacan (10.) | | Trabzon İdmanocağı |
| 23. Juni 1966 um 19:30 Uhr in Ankara (Ankara 19 Mayıs Stadı) | | |                    |
| Ergebnis: 1:0 (1:0)                                          | | |                    |
| Schiedsrichter: Sabahattin Ladikli                           | | |                    |
| Spielbericht                                                 | | |                    |

## Başbakanlık Kupası 1967
| Mersin İdman Yurdu                                           | Mersin İdman Yurdu | Izmir Denizgücü | Izmir Denizgücü |
| ------------------------------------------------------------ | --- | --- | --------------- |
| Mersin İdman Yurdu                                           | \| 30. Juni 1967 um 19:00 Uhr in Ankara (Ankara 19 Mayıs Stadı) \| \| Ergebnis: 2:0 (1:0) \| \| Schiedsrichter: Doğan Babacan \| \| Spielbericht \|                                          | \| 30. Juni 1967 um 19:00 Uhr in Ankara (Ankara 19 Mayıs Stadı) \| \| Ergebnis: 2:0 (1:0) \| \| Schiedsrichter: Doğan Babacan \| \| Spielbericht \|                             | Izmir Denizgücü |
| Mersin İdman Yurdu                                           | Fikret Özdil – İhsan Temen, Battal Toktay, Mümtaz Sümer, Nihat Fırat – Refik Çoğum, Tarık Arıtan, Ayhan Öz, Osman Arpacıoğlu – Kadri Aytaç, Alp Sümeralp Cheftrainer: Lefter Küçükandonyadis | Güngör Çelikçiler, Ali Elveren, Cudi Vergili, Şakir Kuruş, Orhan Usta – Mustafa Yuvalar, Yılmaz, Mazlum Fırtına, Orhan Düzokur – Hayrettin, Ali Bektaş Cheftrainer: Şakir Kuruş | Izmir Denizgücü |
| Mersin İdman Yurdu                                           | 1:0 İhsan Temen (10.) 2:0 Osman Arpacıoğlu (59.) | | Izmir Denizgücü |
| 30. Juni 1967 um 19:00 Uhr in Ankara (Ankara 19 Mayıs Stadı) | | |                 |
| Ergebnis: 2:0 (1:0)                                          | | |                 |
| Schiedsrichter: Doğan Babacan                                | | |                 |
| Spielbericht                                                 | | |                 |

## Başbakanlık Kupası 1968
| Izmirspor                                                    | Izmirspor | Izmir Denizgücü | Izmir Denizgücü |
| ------------------------------------------------------------ | --- | --- | --------------- |
| Izmirspor                                                    | \| 30. Juni 1968 um 20:00 Uhr in Ankara (Ankara 19 Mayıs Stadı) \| \| Ergebnis: 0:2 n. V. \| \| Schiedsrichter: Fehmi Pazarcı \| \| Spielbericht \|                                                                                    | \| 30. Juni 1968 um 20:00 Uhr in Ankara (Ankara 19 Mayıs Stadı) \| \| Ergebnis: 0:2 n. V. \| \| Schiedsrichter: Fehmi Pazarcı \| \| Spielbericht \|                                                                       | Izmir Denizgücü |
| Izmirspor                                                    | Faruk Kutyol – Mehmet Serttepe, Sezen Kadıoğlu, Erdinç Kırşan, Burhan Gemici (46. Remzi Durmuş) – Josip Duvancic, Mehmet Ulusoy (46. Taner Lafçı), Selahattin Kara, Turgay Meto – İbrahim Ayhan, Cihat Genç Cheftrainer: Doğan Emültay | Güngör Çelikçiler – Cudi Vergili, Halit Şatıroğlu, Ali Elveren, Şakir Kuruş (46. Bektaş Yurttaş) – Mustafa Yuvalar, Faruk Uçarlar, Orhan Usta, Mazlum Fırtına – Oktay Taşkıran (46. Ömer), Hasan Cheftrainer: Şakir Kuruş | Izmir Denizgücü |
| Izmirspor                                                    | 0:1 Hasan (108.) 0:2 Orhan Usta (115.) | | Izmir Denizgücü |
| 30. Juni 1968 um 20:00 Uhr in Ankara (Ankara 19 Mayıs Stadı) | | |                 |
| Ergebnis: 0:2 n. V.                                          | | |                 |
| Schiedsrichter: Fehmi Pazarcı                                | | |                 |
| Spielbericht                                                 | | |                 |

## Başbakanlık Kupası 1969
| MKE Ankaragücü                                               | MKE Ankaragücü                                                                                            | Sebat Gençlik                                                                                             | Sebat Gençlik |
| ------------------------------------------------------------ | --- | --- | ------------- |
| MKE Ankaragücü                                               | \| 18. Juni 1969 um 20:00 Uhr in Ankara (Ankara 19 Mayıs Stadı) \| \| Ergebnis: 3:0 \| \| Spielbericht \| | \| 18. Juni 1969 um 20:00 Uhr in Ankara (Ankara 19 Mayıs Stadı) \| \| Ergebnis: 3:0 \| \| Spielbericht \| | Sebat Gençlik |
| MKE Ankaragücü                                               | Cheftrainer: Mustafa Ertan                                                                                | Cheftrainer: Zekeriya Bali                                                                                | Sebat Gençlik |
| MKE Ankaragücü                                               | Sebat Gençlik ist zur Partie nicht angetreten, wodurch Ankaragücü zum Sieger erklärt wurde.               | | Sebat Gençlik |
| 18. Juni 1969 um 20:00 Uhr in Ankara (Ankara 19 Mayıs Stadı) | | |               |
| Ergebnis: 3:0                                                | | |               |
| Spielbericht                                                 | | |               |

## Başbakanlık Kupası 1970
| Boluspor                                             | Boluspor | Muhafızgücü | Muhafızgücü |
| ---------------------------------------------------- | --- | --- | ----------- |
| Boluspor                                             | \| 13. September 1970 in Ankara (Ankara 19 Mayıs Stadı) \| \| Ergebnis: 8:1 (2:1) \| \| Schiedsrichter: Doğan Babacan \| \| Spielbericht \| | \| 13. September 1970 in Ankara (Ankara 19 Mayıs Stadı) \| \| Ergebnis: 8:1 (2:1) \| \| Schiedsrichter: Doğan Babacan \| \| Spielbericht \| | Muhafızgücü |
| Boluspor                                             | Mehmet Başaygün – Eyüp Sümer (46. Refik Akalın), Bilgin Batıray, İbrahim Çelik, Vadi Kesimal – Lütfü Isıgöllü, Rıdvan Ertan (46. Ahmet Yılmaz), Cengiz Tomaç, Soner Metiner – Vedat Artık, Çetiner Erdoğan Cheftrainer: Dinca Schileru ( Rumänien) | Nihat – Yavuz, Oktay, İrfan, Yaşar – Fevzi, Suat, İhsan, Tuncay – Mevlut, Recep                                                             | Muhafızgücü |
| Boluspor                                             | 1:0 Çetiner Erdoğan (18.) 2:0 Vedat Artık (25.) 3:1 Cengiz Tomaç (47.) 4:1 Ahmet Yılmaz (58.) 5:1 Ahmet Yılmaz (64.) 6:1 Ahmet Yılmaz (74.) 7:1 Ahmet Yılmaz (82.) 8:1 Cengiz Tomaç (87.)                                                          | 2:1 İrfan (33.) | Muhafızgücü |
| 13. September 1970 in Ankara (Ankara 19 Mayıs Stadı) | | |             |
| Ergebnis: 8:1 (2:1)                                  | | |             |
| Schiedsrichter: Doğan Babacan                        | | |             |
| Spielbericht                                         | | |             |

## Başbakanlık Kupası 1971
| Fenerbahçe Istanbul                                          | Fenerbahçe Istanbul | Bursaspor | Bursaspor |
| ------------------------------------------------------------ | --- | --- | --------- |
| Fenerbahçe Istanbul                                          | \| 27. Juni 1971 um 20:00 Uhr in Ankara (Ankara 19 Mayıs Stadı) \| \| Ergebnis: 0:1 n. V. \| \| Schiedsrichter: Muzaffer Sarvan \| \| Spielbericht \|                                                                                             | \| 27. Juni 1971 um 20:00 Uhr in Ankara (Ankara 19 Mayıs Stadı) \| \| Ergebnis: 0:1 n. V. \| \| Schiedsrichter: Muzaffer Sarvan \| \| Spielbericht \| | Bursaspor |
| Fenerbahçe Istanbul                                          | Yavuz Şimşek – Yılmaz Şen, Levent Engineri, Serkan Acar (46. Tacettin Ergürsel), Ercan Aktuna – Fuat Saner (46. Ersoy Sandalcı), Ziya Şengül, Yaşar Mumcu, Nedim Doğan – Zeki Temizer, Ogün Altıparmak Cheftrainer: Constantin Teașcă ( Rumänien) | Osman Uçaner – Müfit Gürsu, İsmail Tartan, Vahit Kolukısa, Orhan Özselek – Cengiz Yazıcı, Haluk Erdemoğlu, Sinan Bür (46. Sacit Karabaş), Cemal Topaloğlu (46. Mehmet Tan) – Ersel Altıparmak, Necati Göçmen Cheftrainer: Tomislav Kaloperović ( Jugoslawien) | Bursaspor |
| Fenerbahçe Istanbul                                          | 0:1 Vahit Kolukısa (111.) | | Bursaspor |
| 27. Juni 1971 um 20:00 Uhr in Ankara (Ankara 19 Mayıs Stadı) | | |           |
| Ergebnis: 0:1 n. V.                                          | | |           |
| Schiedsrichter: Muzaffer Sarvan                              | | |           |
| Spielbericht                                                 | | |           |

## Başbakanlık Kupası 1972
| Eskişehirspor                                               | Eskişehirspor | Altay Izmir | Altay Izmir |
| ----------------------------------------------------------- | --- | --- | ----------- |
| Eskişehirspor                                               | \| 7. Juni 1972 um 20:00 Uhr in Ankara (Ankara 19 Mayıs Stadı) \| \| Ergebnis: 2:0 (2:0) \| \| Schiedsrichter: Ziya Türkdoğan \| \| Spielbericht \|                                                | \| 7. Juni 1972 um 20:00 Uhr in Ankara (Ankara 19 Mayıs Stadı) \| \| Ergebnis: 2:0 (2:0) \| \| Schiedsrichter: Ziya Türkdoğan \| \| Spielbericht \|                                                        | Altay Izmir |
| Eskişehirspor                                               | Mümin Özkasap – Faik Şentaşlar, İlhan Çolak, Mustafa Yuvalar, Burhan Tözer – Abdurrahman Temel, Şevki Şenlen, Halil Güngördü, Burhan İpek – Fethi Heper, Vahap Özbayer Cheftrainer: Abdullah Matay | Tanzer Sencer – İsmail Zeyrek, Nihat Saka, Zinnur Sarı, Mithat Mıhçı – Necdet Tunca, Cihat Genç, Mustafa Kaplakaslan, Oğuz Böke (6. Ahmet Turgat) – Ayfer Elmastaşoğlu, Hıdır Bilek Cheftrainer: Doğan Akı | Altay Izmir |
| Eskişehirspor                                               | 1:0 Halil Güngördü (15.) 2:0 Halil Güngördü (34.) | | Altay Izmir |
| 7. Juni 1972 um 20:00 Uhr in Ankara (Ankara 19 Mayıs Stadı) | | |             |
| Ergebnis: 2:0 (2:0)                                         | | |             |
| Schiedsrichter: Ziya Türkdoğan                              | | |             |
| Spielbericht                                                | | |             |

## Başbakanlık Kupası 1973
| Fenerbahçe Istanbul                                         | Fenerbahçe Istanbul | MKE Ankaragücü | MKE Ankaragücü |
| ----------------------------------------------------------- | --- | --- | -------------- |
| Fenerbahçe Istanbul                                         | \| 6. Juni 1973 um 20:00 Uhr in Ankara (Ankara 19 Mayıs Stadı) \| \| Ergebnis: 5:2 n. V. (1:1, 2:2) \| \| Schiedsrichter: Fehmi Pazarcı \| \| Spielbericht \|                                                            | \| 6. Juni 1973 um 20:00 Uhr in Ankara (Ankara 19 Mayıs Stadı) \| \| Ergebnis: 5:2 n. V. (1:1, 2:2) \| \| Schiedsrichter: Fehmi Pazarcı \| \| Spielbericht \|                                                                    | MKE Ankaragücü |
| Fenerbahçe Istanbul                                         | Ilie Datcu – Niyazi Gülseven, Serkan Acar, Yılmaz Şen, Timuçin Çuğ (46. Ercan Aktuna) – Ziya Şengül, Fuat Saner, Ersoy Sandalcı, Cevher Özer – Cemil Turan, Nedim Doğan (67. Yaşar Mumcu) Cheftrainer: Didi ( Brasilien) | Osman Zingi – Adnan Pirol, Müjdat Yalman, Erman Toroğlu (73. Raşit Özdemir), Melih Atacan – İsmail Dilber, Selçuk Yalçıntaş, Metin Yılmaz, Zafer Göncüler – Ekrem Karaç, Köksal Mesçi (73. Coşkun Akyel) Cheftrainer: Ziya Taner | MKE Ankaragücü |
| Fenerbahçe Istanbul                                         | 1:0 Cemil Turan (21.) 2:1 Cemil Turan (72.) 3:2 Cemil Turan (91.) 4:2 Ersoy Sandalcı (110.) 5:2 Yaşar Mumcu (117.) | 1:1 Ekrem Karaç (43.) 2:2 Müjdat Yalman (88.) | MKE Ankaragücü |
| Fenerbahçe Istanbul                                         | Yılmaz Şen (75.) | | MKE Ankaragücü |
| 6. Juni 1973 um 20:00 Uhr in Ankara (Ankara 19 Mayıs Stadı) | | |                |
| Ergebnis: 5:2 n. V. (1:1, 2:2)                              | | |                |
| Schiedsrichter: Fehmi Pazarcı                               | | |                |
| Spielbericht                                                | | |                |

## Başbakanlık Kupası 1974
| Beşiktaş Istanbul                                           | Beşiktaş Istanbul | Bursaspor | Bursaspor |
| ----------------------------------------------------------- | --- | --- | --------- |
| Beşiktaş Istanbul                                           | \| 5. Juni 1974 um 17:00 Uhr in Ankara (Ankara 19 Mayıs Stadı) \| \| Ergebnis: 3:2 n. V. (2:2, 1:2) \| \| Schiedsrichter: Talat Tokat \| \| Spielbericht \|                                                                | \| 5. Juni 1974 um 17:00 Uhr in Ankara (Ankara 19 Mayıs Stadı) \| \| Ergebnis: 3:2 n. V. (2:2, 1:2) \| \| Schiedsrichter: Talat Tokat \| \| Spielbericht \|                                                                    | Bursaspor |
| Beşiktaş Istanbul                                           | Sabri Dino – Lütfü Isıgöllü, Zekeriya Alp, Ahmet Börtücene, Niko Kovi – Ferruh Ergin (62. Ferruh Ergin), Vedat Okyar, Dorde Milic, Sanlı Sarıalioğlu (46. Mesut Şen) – Tuğrul Şener, Ahmet Yılmaz Cheftrainer: Metin Türel | Osman Uçaner – Yusuf Çavdar, Orhan Özselek, Vahit Kolukısa, Kemal Batmaz – Hayrettin Endersert, Sedat Çelen (46. Güvenç Kurtar), Cemil Kezer, Vahap Çeki – Sinan Bür (46. Gürol Arkan), Tezcan Ozan Cheftrainer: Mustafa Ertan | Bursaspor |
| Beşiktaş Istanbul                                           | 1:2 Vedat Okay (30., Elfmeter) 2:2 Ahmet Yılmaz (69.) 3:2 Niko Kovi (115.) | 0:1 Vahit Kolukısa (10.) 0:2 Tezcan Özcan (21.) | Bursaspor |
| Beşiktaş Istanbul                                           | Ahmet Börtücene (38.), Ahmet Yılmaz (55.), Zekeriya Alp (74.) | Kemal Batmaz (41.) | Bursaspor |
| 5. Juni 1974 um 17:00 Uhr in Ankara (Ankara 19 Mayıs Stadı) | | |           |
| Ergebnis: 3:2 n. V. (2:2, 1:2)                              | | |           |
| Schiedsrichter: Talat Tokat                                 | | |           |
| Spielbericht                                                | | |           |

## Başbakanlık Kupası 1975
| Galatasaray Istanbul                                     | Galatasaray Istanbul | Trabzonspor | Trabzonspor |
| -------------------------------------------------------- | --- | --- | ----------- |
| Galatasaray Istanbul                                     | \| 7. Juni 1975 um 17:00 Uhr in Ankara (Cebeci İnönü Stadı) \| \| Ergebnis: 1:0 (0:0) \| \| Schiedsrichter: Talat Tokat \| \| Spielbericht \|                                                                   | \| 7. Juni 1975 um 17:00 Uhr in Ankara (Cebeci İnönü Stadı) \| \| Ergebnis: 1:0 (0:0) \| \| Schiedsrichter: Talat Tokat \| \| Spielbericht \|                                                                                   | Trabzonspor |
| Galatasaray Istanbul                                     | Yasin Özdenak – Ekrem Günalp, Enver Ürekli, Ali Yavaş, Fatih Terim – Bülent Ünder, Mustafa Ergücü, Şevki Şenlen, Metin Kurt (46. Murat İnan) – Gökmen Özdenak, Engin Verel Cheftrainer: Jack Mansell ( England) | Şenol Güneş – Cemil Usta, Aziz Öğütçen (46. Turgay Semercioğlu), Necati Özçağlayan, Kadir Özcan – Bekir Barçın, Tuncay Mesçi, Engin Çınar, Ali Kemal Denizci – Hüseyin Tok, Mehmet Cemil Altın Cheftrainer: Ahmet Suat Özyazıcı | Trabzonspor |
| Galatasaray Istanbul                                     | 1:0 Gökmen Özdenak (76.) | | Trabzonspor |
| Galatasaray Istanbul                                     | Gökmen Özdenak (39.) | | Trabzonspor |
| 7. Juni 1975 um 17:00 Uhr in Ankara (Cebeci İnönü Stadı) | | |             |
| Ergebnis: 1:0 (0:0)                                      | | |             |
| Schiedsrichter: Talat Tokat                              | | |             |
| Spielbericht                                             | | |             |

## Başbakanlık Kupası 1976
| Fenerbahçe Istanbul                                         | Fenerbahçe Istanbul | Trabzonspor | Trabzonspor |
| ----------------------------------------------------------- | --- | --- | ----------- |
| Fenerbahçe Istanbul                                         | \| 6. Juni 1976 um 18:00 Uhr in Ankara (Ankara 19 Mayıs Stadı) \| \| Ergebnis: 2:2 n. V (2:2, 1:2), 5:6 i. E. \| \| Schiedsrichter: Hilmi Ok \| \| Spielbericht \|                                       | \| 6. Juni 1976 um 18:00 Uhr in Ankara (Ankara 19 Mayıs Stadı) \| \| Ergebnis: 2:2 n. V (2:2, 1:2), 5:6 i. E. \| \| Schiedsrichter: Hilmi Ok \| \| Spielbericht \|                                                                             | Trabzonspor |
| Fenerbahçe Istanbul                                         | Adil Eriç – Alpaslan Eratlı, Yılmaz Şen, Emin İlhan, Selahattin Karasu – Ersoy Sandalcı, Cemil Turan, Ender Konca, Engin Verel – Arif Aydın Çelik, Ömer Kaner (46. Nevruz Şerif) Cheftrainer: Necdet Niş | Şenol Güneş – Turgay Semercioğlu, Cemil Usta, Ahmet Ceyhan (46. Mehmet Cemil Altın), Kadir Özcan – Necati Özçağlayan, Ali Yavuz, Tuncay Mesçi, Ali Kemal Denizci – Hüseyin Tok, Engin Çınar (46. Şener Çınar) Cheftrainer: Ahmet Suat Özyazıcı | Trabzonspor |
| Fenerbahçe Istanbul                                         | 1:1 Alpaslan Eratlı (35.) 2:2 Cemil Turan (78.) | 0:1 Hüseyin Tok (15.) 1:2 Hüseyin Tok (40.) | Trabzonspor |
| Fenerbahçe Istanbul                                         | Elfmeterschießen | | Trabzonspor |
| Fenerbahçe Istanbul                                         | 1:0 Cemil Turan 2:1 Yılmaz Şen Nevruz Şerif 3:2 Ender Konca Alpaslan Eratlı 4:3 Aydın Çelik 5:4 Emin İlhan Selahattin Karasu                                                                             | 1:1 Cemil Usta 2:2 Tuncay Mesci Necati Özçağlayan Ali Yavuz 3:3 Şenol Güneş 4:4 Turgay Semercioğlu 5:5 Ali Kemal Denizci 5:6 Hüseyin Tok | Trabzonspor |
| Fenerbahçe Istanbul                                         | Ali Kemal Denizci (47.) | | Trabzonspor |
| Fenerbahçe Istanbul                                         | Kadir Özcan (54.) | | Trabzonspor |
| 6. Juni 1976 um 18:00 Uhr in Ankara (Ankara 19 Mayıs Stadı) | | |             |
| Ergebnis: 2:2 n. V (2:2, 1:2), 5:6 i. E.                    | | |             |
| Schiedsrichter: Hilmi Ok                                    | | |             |
| Spielbericht                                                | | |             |

## Başbakanlık Kupası 1977
| Fenerbahçe Istanbul                                         | Fenerbahçe Istanbul | Beşiktaş Istanbul | Beşiktaş Istanbul |
| ----------------------------------------------------------- | --- | --- | ----------------- |
| Fenerbahçe Istanbul                                         | \| 8. Juni 1977 um 18:00 Uhr in Ankara (Ankara 19 Mayıs Stadı) \| \| Ergebnis: 1:2 (0:2) \| \| Schiedsrichter: Ertuğrul Dilek \| \| Spielbericht \| | \| 8. Juni 1977 um 18:00 Uhr in Ankara (Ankara 19 Mayıs Stadı) \| \| Ergebnis: 1:2 (0:2) \| \| Schiedsrichter: Ertuğrul Dilek \| \| Spielbericht \|                                                      | Beşiktaş Istanbul |
| Fenerbahçe Istanbul                                         | Yavuz Şimşek – Cem Pamiroğlu, Alpaslan Eratlı, Emin İlhan (46. Sabahattin Erbuğa), Yenal Kaçıra – Önder Mustafaoğlu (46. Bülent Topuzoğlu), Zafer Göncüler, Nevruz Şerif, Ersoy Sandalcı – Cemil Turan, Arif Aydın Çelik Cheftrainer: Tomislav Kaloperović ( Jugoslawien) | Rasim Kara – Ali Çoban, Ahmet Börtücene, Zekeriya Alp (78. Tuncay Mesçi), Niko Kovi – Mithat Mıhçı, Kemal Kılıç, Hayri Kol, Kahraman Kartaloğlu – Reşit Kaynak, Mehmet Akpınar Cheftrainer: İsmet Arıkan | Beşiktaş Istanbul |
| Fenerbahçe Istanbul                                         | 1:2 Cemil Turan (62.) | 0:1 Mehmet Akpınar (7.) 0:2 Mehmet Akpınar (20.) | Beşiktaş Istanbul |
| Fenerbahçe Istanbul                                         | Kahraman Kartaloğlu (20.), Zekeriya Alp (67.) | | Beşiktaş Istanbul |
| 8. Juni 1977 um 18:00 Uhr in Ankara (Ankara 19 Mayıs Stadı) | | |                   |
| Ergebnis: 1:2 (0:2)                                         | | |                   |
| Schiedsrichter: Ertuğrul Dilek                              | | |                   |
| Spielbericht                                                | | |                   |

## Başbakanlık Kupası 1978
| Trabzonspor                                                 | Trabzonspor | Adana Demirspor | Adana Demirspor |
| ----------------------------------------------------------- | --- | --- | --------------- |
| Trabzonspor                                                 | \| 8. Juni 1978 um 16:00 Uhr in Ankara (Ankara 19 Mayıs Stadı) \| \| Ergebnis: 2:1 (1:0) \| \| Schiedsrichter: Ertuğrul Aybay \| \| Spielbericht \|                                                                                              | \| 8. Juni 1978 um 16:00 Uhr in Ankara (Ankara 19 Mayıs Stadı) \| \| Ergebnis: 2:1 (1:0) \| \| Schiedsrichter: Ertuğrul Aybay \| \| Spielbericht \|                                       | Adana Demirspor |
| Trabzonspor                                                 | Şenol Güneş – Mehmet Ekşi, Kadir Özcan, Turgay Semercioğlu, Necati Özçağlayan (46. Bekir Barçın) – Ahmet Ceyhan, Cemil Usta, Orhan Akyüz, Yaşar Alemdaroğlu – Serdar Bali, Ali Kemal Denizci (19. Cengiz Akçay) Cheftrainer: Ahmet Suat Özyazıcı | Eser Özaltındere – Ahmet Yaşar, Eren Talu, Orhan Uçak, Necmettin Dağdeviren – Savaş Erol, Ömer Gülen, Yavuz Bentürk, Raşit Karasu – Rasin Gürcan, Fevzi Kezan Cheftrainer: Yüksel Doğanay | Adana Demirspor |
| Trabzonspor                                                 | 1:0 Orhan Akyüz (30.) 2:1 Ahmet Ceyhan (71.) | 1:1 Rasin Gürcan (69.) | Adana Demirspor |
| Trabzonspor                                                 | Raşit Karasu (32.), Yavuz Bentürk (40.) | | Adana Demirspor |
| 8. Juni 1978 um 16:00 Uhr in Ankara (Ankara 19 Mayıs Stadı) | | |                 |
| Ergebnis: 2:1 (1:0)                                         | | |                 |
| Schiedsrichter: Ertuğrul Aybay                              | | |                 |
| Spielbericht                                                | | |                 |

## Başbakanlık Kupası 1979
| Galatasaray Istanbul                                         | Galatasaray Istanbul | Altay Izmir | Altay Izmir |
| ------------------------------------------------------------ | --- | --- | ----------- |
| Galatasaray Istanbul                                         | \| 10. Juni 1979 um 18:00 Uhr in Ankara (Ankara 19 Mayıs Stadı) \| \| Ergebnis: 1:0 (1:0) \| \| Schiedsrichter: Nihat Özbirgül \| \| Spielbericht \|                                                            | \| 10. Juni 1979 um 18:00 Uhr in Ankara (Ankara 19 Mayıs Stadı) \| \| Ergebnis: 1:0 (1:0) \| \| Schiedsrichter: Nihat Özbirgül \| \| Spielbericht \|                                                                                | Altay Izmir |
| Galatasaray Istanbul                                         | Eser Özaltındere – Fatih Terim, Cüneyt Tanman, Müfit Erkasap, Güngör Tekin – Erdoğan Arıca, Ešref Jašarević (78. Zafer Dinçer), Gürcan Aday, Mehmet Oğuz – Öner Kılıç, Gökmen Özdenak Cheftrainer: Coşkun Özarı | Alptuğ Urgancı – Bilal Yaşar, Şeref İncirmen, Sabahattin Erbuğa, Zafer Bilgetay – Mustafa Turgat, Nevruz Şerif, Mehmet Akif Başaran, Mustafa Kaplakaslan – Murat Erbaşlar, Bora Öztürk (66. Alper Timur) Cheftrainer: Candan Tarhan | Altay Izmir |
| Galatasaray Istanbul                                         | 1:0 Fatih Terim (25., Elfmeter) | | Altay Izmir |
| Galatasaray Istanbul                                         | Mustafa Turgat (27.) | | Altay Izmir |
| 10. Juni 1979 um 18:00 Uhr in Ankara (Ankara 19 Mayıs Stadı) | | |             |
| Ergebnis: 1:0 (1:0)                                          | | |             |
| Schiedsrichter: Nihat Özbirgül                               | | |             |
| Spielbericht                                                 | | |             |

## Başbakanlık Kupası 1980
| Fenerbahçe Istanbul                                         | Fenerbahçe Istanbul | Galatasaray Istanbul | Galatasaray Istanbul |
| ----------------------------------------------------------- | --- | --- | -------------------- |
| Fenerbahçe Istanbul                                         | \| 1. Juni 1980 um 19:00 Uhr in Ankara (Ankara 19 Mayıs Stadı) \| \| Ergebnis: 1:0 n. V. \| \| Schiedsrichter: Talat Tokat \| \| Spielbericht \|                                                                                            | \| 1. Juni 1980 um 19:00 Uhr in Ankara (Ankara 19 Mayıs Stadı) \| \| Ergebnis: 1:0 n. V. \| \| Schiedsrichter: Talat Tokat \| \| Spielbericht \|                                                                                    | Galatasaray Istanbul |
| Fenerbahçe Istanbul                                         | Adem İbrahimoğlu – Müjdat Yetkiner, Erol Togay, Raşit Çetiner (72. Selçuk Yula), Alpaslan Eratlı – Cem Pamiroğlu, Önder Mustafaoğlu, Cemil Turan, İbrahim Tok – Mustafa Arabacıbaşı, Tuna Güneysu (26. Emin İlhan) Cheftrainer: Ziya Şengül | Eser Özaltındere – Erdoğan Arıca, Fatih Terim, Cüneyt Tanman, Gürcan Aday – Hasan Moralı, Metin Yıldız, Turgay İnal, Orhan Akyüz (46. Gökmen Özdenak) – Metin Çekiçler, Kemal Yıldırım (102. Mustafa Dil) Cheftrainer: Tamer Kaptan | Galatasaray Istanbul |
| Fenerbahçe Istanbul                                         | 1:0 Selçuk Yula (103.) | | Galatasaray Istanbul |
| 1. Juni 1980 um 19:00 Uhr in Ankara (Ankara 19 Mayıs Stadı) | | |                      |
| Ergebnis: 1:0 n. V.                                         | | |                      |
| Schiedsrichter: Talat Tokat                                 | | |                      |
| Spielbericht                                                | | |                      |

## Başbakanlık Kupası 1981
| Adanaspor                                                   | Adanaspor | Boluspor | Boluspor |
| ----------------------------------------------------------- | --- | --- | -------- |
| Adanaspor                                                   | \| 31. Mai 1981 um 17:00 Uhr in Ankara (Ankara 19 Mayıs Stadı) \| \| Ergebnis: 1:3 (1:2) \| \| Schiedsrichter: Erkan Göksel \| \| Spielbericht \|                                                                                           | \| 31. Mai 1981 um 17:00 Uhr in Ankara (Ankara 19 Mayıs Stadı) \| \| Ergebnis: 1:3 (1:2) \| \| Schiedsrichter: Erkan Göksel \| \| Spielbericht \|                                                                           | Boluspor |
| Adanaspor                                                   | Malik Gençalp – Şevket Kesler, Mustafa Ulucan, Timuçin Çuğ, Mustafa Şentürk – Nihat Gümüş, Kamil Köprülü (46. Ercan Albay), Gani Açıkel, Selahattin Karasu – Ahmet Kahraman (46. Kayhan Kaynak), Bora Öztürk Cheftrainer: Gündüz Tekin Onay | Çetin Oytuner – Alaattin Yolaçan, Şahap Pakal, Erdem Acar, İbrahim Sarıkaya – İbrahim Desticioğlu, Ahmet Taber, Selaattin Konrat (46. Demir Ener), Mehmet Akdülger – Minas Asa, Halil İbrahim Eren Cheftrainer: Cahit Sinan | Boluspor |
| Adanaspor                                                   | 1:2 Bora Öztürk (39.) | 0:1 Mehmet Akdülger (14.) 0:2 Mehmet Akdülger (32.) 1:3 Mehmet Akdülger (64.) | Boluspor |
| 31. Mai 1981 um 17:00 Uhr in Ankara (Ankara 19 Mayıs Stadı) | | |          |
| Ergebnis: 1:3 (1:2)                                         | | |          |
| Schiedsrichter: Erkan Göksel                                | | |          |
| Spielbericht                                                | | |          |

## Başbakanlık Kupası 1985
| Trabzonspor                                                 | Trabzonspor | Kayserispor | Kayserispor |
| ----------------------------------------------------------- | --- | --- | ----------- |
| Trabzonspor                                                 | \| 9. Juni 1985 um 16:00 Uhr in Ankara (Ankara 19 Mayıs Stadı) \| \| Ergebnis: 6:2 (2:1) \| \| Schiedsrichter: İhsan Türe \| \| Spielbericht \|                                                         | \| 9. Juni 1985 um 16:00 Uhr in Ankara (Ankara 19 Mayıs Stadı) \| \| Ergebnis: 6:2 (2:1) \| \| Schiedsrichter: İhsan Türe \| \| Spielbericht \|                                                                               | Kayserispor |
| Trabzonspor                                                 | Şenol Güneş – Şenol Ustaömer, Selami Güven, Turgay Semercioğlu, Bahaddin Güneş – Necati Özçağlayan, Tuncay Soyak, Güngör Şahinkaya, İskender Günen – Hasan Şengün, Hasan Vezir Cheftrainer: İlyas Akçay | Adnan Başaran (63. Ferhat Turunç) – Şeref İncirmen, Gıyasi Tokoğlu (46. İlhan Pırlanta), Aslan Yavuz, Yaşar – Orhan Akyüz, Mustafa Özkeş, Rıdvan Çeçen, Mehmet Serol Emlek – Senai Kara, Çetin Aktaş Cheftrainer: Erkan Kural | Kayserispor |
| Trabzonspor                                                 | 1:1 İskender Günen (20.) 2:1 Tuncay Soyak (30.) 3:1 Tuncay Soyak (53.) 4:1 Tuncay Soyak (57.) 5:1 Şenol Ustaömer (72.) 6:2 Hasan Şengün (90.)                                                           | 0:1 Çetin Aktaş (15.) 5:2 Mehmet Serol Emlek (73.) | Kayserispor |
| 9. Juni 1985 um 16:00 Uhr in Ankara (Ankara 19 Mayıs Stadı) | | |             |
| Ergebnis: 6:2 (2:1)                                         | | |             |
| Schiedsrichter: İhsan Türe                                  | | |             |
| Spielbericht                                                | | |             |

## Başbakanlık Kupası 1986
| Galatasaray Istanbul                                        | Galatasaray Istanbul | Altay Izmir | Altay Izmir |
| ----------------------------------------------------------- | --- | --- | ----------- |
| Galatasaray Istanbul                                        | \| 6. Juni 1986 um 16:00 Uhr in Ankara (Ankara 19 Mayıs Stadı) \| \| Ergebnis: 8:1 (3:1) \| \| Schiedsrichter: Ahmet Akçay \| \| Spielbericht \| | \| 6. Juni 1986 um 16:00 Uhr in Ankara (Ankara 19 Mayıs Stadı) \| \| Ergebnis: 8:1 (3:1) \| \| Schiedsrichter: Ahmet Akçay \| \| Spielbericht \|                                                                                           | Altay Izmir |
| Galatasaray Istanbul                                        | Zoran Simović (77. Cengiz Sökmen) – İsmail Demiriz, Semih Yuvakuran, Yusuf Altıntaş, Raşit Çetiner – Cüneyt Tanman, Erhan Önal, Adnan Esen, Arif Kocabıyık (74. Bülent Alkılıç) – Dževat Prekazi, Erdal Keser Cheftrainer: Jupp Derwall ( Deutschland) | Ercan Ertemçöz – Zafer Bilgetay, Turgut Uçar, Önder Bilgin, Müjdat Atıcı (78. Taner Gizlenci) – Serdar Berkin, Şeref Onarlıoğlu (78. Sabri), İsa Ertürk, Ümit Kayıhan – Reha Kapsal, Erdi Demir Cheftrainer: Kemal Omeragić ( Jugoslawien) | Altay Izmir |
| Galatasaray Istanbul                                        | 1:0 Erdal Keser (6.) 2:0 Raşit Çetiner (24.) 3:0 Erdal Keser (30.) 4:0 Erdal Keser (60.) 5:0 Erdal Keser (70.) 6:1 Dževat Prekazi (80.) 7:1 Erhan Önal (82.) 8:1 Erdal Keser (89.)                                                                     | 5:1 Erdi Demir (76.) | Altay Izmir |
| 6. Juni 1986 um 16:00 Uhr in Ankara (Ankara 19 Mayıs Stadı) | | |             |
| Ergebnis: 8:1 (3:1)                                         | | |             |
| Schiedsrichter: Ahmet Akçay                                 | | |             |
| Spielbericht                                                | | |             |

## Başbakanlık Kupası 1987
| Beşiktaş Istanbul                                            | Beşiktaş Istanbul | Eskişehirspor | Eskişehirspor |
| ------------------------------------------------------------ | --- | --- | ------------- |
| Beşiktaş Istanbul                                            | \| 10. Juni 1987 um 17:30 Uhr in Ankara (Ankara 19 Mayıs Stadı) \| \| Ergebnis: 2:2 n. V. (2:2, 0:2), 2:4 i. E. \| \| Schiedsrichter: Coşkun Kutay \| \| Spielbericht \|                                                                     | \| 10. Juni 1987 um 17:30 Uhr in Ankara (Ankara 19 Mayıs Stadı) \| \| Ergebnis: 2:2 n. V. (2:2, 0:2), 2:4 i. E. \| \| Schiedsrichter: Coşkun Kutay \| \| Spielbericht \|                                            | Eskişehirspor |
| Beşiktaş Istanbul                                            | Zafer Öğer – Kadir Akbulut, Samet Aybaba, Gökhan Keskin, Ziya Doğan – Metin Tekin, Rıza Çalımbay, Sinan Engin, Fikret Demirer (46. Cem Kumbasar) – Bora Öztürk (46. Faruk Şahin), Ali Gültiken Cheftrainer: Miloš Milutinović ( Jugoslawien) | Rade Zalad – Gani Gümüşcan, Necat Barut, Erdal İşkar (79. Orhan Türkmengil), Fatih Parmaksız – Erdoğan Koç, İbrahim Nalbant, Vedat Uysal, Naser Beadini – Ahmet Kılıç, Nedim Demirbilek Cheftrainer: Abdullah Matay | Eskişehirspor |
| Beşiktaş Istanbul                                            | 1:2 Rıza Çalımbay (55.) 2:2 Ziya Doğan (77.) | 0:1 Ahmet Kılıç (12.) 0:2 Nedim Demirbilek (33.) | Eskişehirspor |
| Beşiktaş Istanbul                                            | Elfmeterschießen | | Eskişehirspor |
| Beşiktaş Istanbul                                            | Rıza Çalımbay 1:1 Sinan Engin 2:2 Kadir Karabulut Faruk Şahin | 0:1 Nasir Beadini 1:2 Erdoğan Koç 2:3 Vedat Uysal 2:4 Erdoğan Koç | Eskişehirspor |
| Beşiktaş Istanbul                                            | Samet Aybaba (32.), Gökhan Keskin (58.) | İbrahim Nalbant (36.), Gani Gümüşcan (41.), Erdal İşkar (64.), Naser Beadini (71.), Nedim Demirbilek (82.) | Eskişehirspor |
| Beşiktaş Istanbul                                            | İbrahim Nalbant (64.) | | Eskişehirspor |
| 10. Juni 1987 um 17:30 Uhr in Ankara (Ankara 19 Mayıs Stadı) | | |               |
| Ergebnis: 2:2 n. V. (2:2, 0:2), 2:4 i. E.                    | | |               |
| Schiedsrichter: Coşkun Kutay                                 | | |               |
| Spielbericht                                                 | | |               |

## Başbakanlık Kupası 1988
| Beşiktaş Istanbul                                           | Beşiktaş Istanbul | Samsunspor | Samsunspor |
| ----------------------------------------------------------- | --- | --- | ---------- |
| Beşiktaş Istanbul                                           | \| 1. Juni 1988 um 17:00 Uhr in Ankara (Ankara 19 Mayıs Stadı) \| \| Ergebnis: 3:2 (0:2) \| \| Schiedsrichter: Erman Toroğlu \| \| Spielbericht \|                                                      | \| 1. Juni 1988 um 17:00 Uhr in Ankara (Ankara 19 Mayıs Stadı) \| \| Ergebnis: 3:2 (0:2) \| \| Schiedsrichter: Erman Toroğlu \| \| Spielbericht \|                                                                                               | Samsunspor |
| Beşiktaş Istanbul                                           | Rade Zalad – Gökhan Keskin, Bünyamin Süral, Ulvi Güveneroğlu, Samet Aybaba – Zeki Önatlı, Cem Kumbasar, Rıza Çalımbay, Ali Gültiken – Saffet Sancaklı, Feyyaz Uçar Cheftrainer: Gordon Milne ( England) | Fatih Uraz – Gijorgje Jovanovski, Muzaffer Badalıoğlu, Kasım Çıkla, Burhanettin Beadini – Emin Kar, Namık Yüksel, Ercüment Coşkundere, Mete Adanır – Yücel Çolak (68. Mustafa Sinecek), Erol Dinler Cheftrainer: Şükrü Esat Goran ( Jugoslawien) | Samsunspor |
| Beşiktaş Istanbul                                           | 1:2 Feyyaz Uçar (61.) 2:2 Samet Aybaba (87.) 3:2 Feyyaz Uçar (90.) | 0:1 Yücel Çolak (18.) 0:2 Yücel Çolak (26.) | Samsunspor |
| Beşiktaş Istanbul                                           | Namık Yüksel (22.), Mete Adanır (35.), Gijorgje Jovanovski (42.), Muzaffer Badalıoğlu (59.), Erol Dinler (78.)                                                                                          | | Samsunspor |
| Beşiktaş Istanbul                                           | Emin Kar (89.) | | Samsunspor |
| 1. Juni 1988 um 17:00 Uhr in Ankara (Ankara 19 Mayıs Stadı) | | |            |
| Ergebnis: 3:2 (0:2)                                         | | |            |
| Schiedsrichter: Erman Toroğlu                               | | |            |
| Spielbericht                                                | | |            |

## Başbakanlık Kupası 1989
| Galatasaray Istanbul                                           | Galatasaray Istanbul | Fenerbahçe Istanbul | Fenerbahçe Istanbul |
| -------------------------------------------------------------- | --- | --- | ------------------- |
| Galatasaray Istanbul                                           | \| 20. August 1989 um 20:00 Uhr in Ankara (Ankara 19 Mayıs Stadı) \| \| Ergebnis: 2:3 n. V. (2:2, 2:1) \| \| Schiedsrichter: Hasan Ceylan \| \| Spielbericht \|                                                                                          | \| 20. August 1989 um 20:00 Uhr in Ankara (Ankara 19 Mayıs Stadı) \| \| Ergebnis: 2:3 n. V. (2:2, 2:1) \| \| Schiedsrichter: Hasan Ceylan \| \| Spielbericht \|                                                                                                  | Fenerbahçe Istanbul |
| Galatasaray Istanbul                                           | Zoran Simović – Bülent Korkmaz, Semih Yuvakuran, Erhan Önal (74. Savaş Demiral), Yusuf Altıntaş – Cüneyt Tanman, Serhat Güller, Tugay Kerimoğlu, İlyas Tüfekçi – Bülent Alkılıç, Erdal Keser (88. Ziya Yıldız) Cheftrainer: Sigfried Held ( Deutschland) | Toni Schumacher – Sedat Karaoğlu, Ivan Vyshnevskyi (57. Serdar Şenkaya), Nezihi Tosuncuk, Müjdat Yetkiner – Oğuz Çetin, Şenol Ulusavaş (46. Rıdvan Dilmen), Hakan Tecimer, Aykut Kocaman – Erdi Demir, Şenol Çorlu Cheftrainer: Todor Veselinović ( Jugoslawien) | Fenerbahçe Istanbul |
| Galatasaray Istanbul                                           | 1:0 Bülent Alkılıç (13.) 2:0 İlyas Tüfekçi (22.) | 2:1 Şenol Çorlu (27.) 2:2 Şenol Çorlu (88.) 2:3 Aykut Kocaman (92.) | Fenerbahçe Istanbul |
| Galatasaray Istanbul                                           | Bülent Alkılıç (16.), İlyas Tüfekçi (37.) | Şenol Çorlu (49.), Sedat Karaoğlu (75.) | Fenerbahçe Istanbul |
| 20. August 1989 um 20:00 Uhr in Ankara (Ankara 19 Mayıs Stadı) | | |                     |
| Ergebnis: 2:3 n. V. (2:2, 2:1)                                 | | |                     |
| Schiedsrichter: Hasan Ceylan                                   | | |                     |
| Spielbericht                                                   | | |                     |

## Başbakanlık Kupası 1990
| Galatasaray Istanbul                                        | Galatasaray Istanbul | Trabzonspor | Trabzonspor |
| ----------------------------------------------------------- | --- | --- | ----------- |
| Galatasaray Istanbul                                        | \| 23. Mai 1990 um 17:00 Uhr in Ankara (Ankara 19 Mayıs Stadı) \| \| Ergebnis: 1:0 (0:0) \| \| Schiedsrichter: Kazım Ünlüsoy \| \| Spielbericht \|                                                                         | \| 23. Mai 1990 um 17:00 Uhr in Ankara (Ankara 19 Mayıs Stadı) \| \| Ergebnis: 1:0 (0:0) \| \| Schiedsrichter: Kazım Ünlüsoy \| \| Spielbericht \|                                                                                | Trabzonspor |
| Galatasaray Istanbul                                        | Hayrettin Demirbaş – İsmail Demiriz, Cüneyt Tanman, Serhat Güller, Bülent Korkmaz – Dževat Prekazi, Tugay Kerimoğlu, Savaş Demiral, Muhammet Altıntaş – Hasan Vezir, Tanju Çolak Cheftrainer: Sigfried Held ( Deutschland) | Levent Zorluer – Lemi Çelik, Hamdi Aslan, Erhan Çağlayan, Miodrag Ješić – Ogün Temizkanoğlu, Kemal Serdar, Orhan Çıkırıkçı, İsmail Gökçek – İskender Günen, Hami Mandıralı (81. Suat Şatır) Cheftrainer: Urbain Braems ( Belgien) | Trabzonspor |
| Galatasaray Istanbul                                        | 1:0 Tanju Çolak (71.) | | Trabzonspor |
| Galatasaray Istanbul                                        | Tugay Kerimoğlu (40.), Hayrettin Demirbaş (84.) | Miodrag Jesic (62.) | Trabzonspor |
| 23. Mai 1990 um 17:00 Uhr in Ankara (Ankara 19 Mayıs Stadı) | | |             |
| Ergebnis: 1:0 (0:0)                                         | | |             |
| Schiedsrichter: Kazım Ünlüsoy                               | | |             |
| Spielbericht                                                | | |             |

## Başbakanlık Kupası 1991
| Trabzonspor                                                 | Trabzonspor | MKE Ankaragücü | MKE Ankaragücü |
| ----------------------------------------------------------- | --- | --- | -------------- |
| Trabzonspor                                                 | \| 22. Mai 1991 um 17:00 Uhr in Ankara (Ankara 19 Mayıs Stadı) \| \| Ergebnis: 1:3 (1:1) \| \| Schiedsrichter: Yüksel Okçuoğlu \| \| Spielbericht \|                                                                                       | \| 22. Mai 1991 um 17:00 Uhr in Ankara (Ankara 19 Mayıs Stadı) \| \| Ergebnis: 1:3 (1:1) \| \| Schiedsrichter: Yüksel Okçuoğlu \| \| Spielbericht \|                                                                        | MKE Ankaragücü |
| Trabzonspor                                                 | Vukašin Petranović – Ogün Temizkanoğlu, Abdullah Ercan (33. Şeyhmus Suna), Kemal Serdar, Mehmet Soykök – Hamdi Aslan, Lemi Çelik (72. Turgut Uçar), Orhan Çıkırıkçı, İsmail Gökçek – Ünal Karaman, Hami Mandıralı Cheftrainer: Özkan Sümer | Rade Zalad – Bahaddin Güneş, Erhan Çağlayan, Serhat Güller, Hayati Soydaş – Abdullah Duran, Ergün Yücel, Sinan Engin, Cengiz Alp – Ziya Yıldız (85. Beyzat Kaya), Hayrettin Kılıç (89. İsa Turan) Cheftrainer: Samet Aybaba | MKE Ankaragücü |
| Trabzonspor                                                 | 1:0 Ünal Karaman (21.) | 1:1 Ziya Yıldız (22.) 1:2 Ziya Yıldız (52.) 1:3 Ergün Yücel (70.) | MKE Ankaragücü |
| Trabzonspor                                                 | Ünal Karaman (82.) | | MKE Ankaragücü |
| 22. Mai 1991 um 17:00 Uhr in Ankara (Ankara 19 Mayıs Stadı) | | |                |
| Ergebnis: 1:3 (1:1)                                         | | |                |
| Schiedsrichter: Yüksel Okçuoğlu                             | | |                |
| Spielbericht                                                | | |                |

## Başbakanlık Kupası 1992
| Fenerbahçe Istanbul                                         | Fenerbahçe Istanbul | Bursaspor | Bursaspor |
| ----------------------------------------------------------- | --- | --- | --------- |
| Fenerbahçe Istanbul                                         | \| 20. Mai 1992 um 18:00 Uhr in Ankara (Ankara 19 Mayıs Stadı) \| \| Ergebnis: 1:3 (1:1) \| \| Schiedsrichter: Kazım Ünlüsoy \| \| Spielbericht \| | \| 20. Mai 1992 um 18:00 Uhr in Ankara (Ankara 19 Mayıs Stadı) \| \| Ergebnis: 1:3 (1:1) \| \| Schiedsrichter: Kazım Ünlüsoy \| \| Spielbericht \|                                                                             | Bursaspor |
| Fenerbahçe Istanbul                                         | Engin İpekoğlu – Semih Yuvakuran, Turhan Sofuoğlu (62. Ahmet Suphi Evke), Nuri Kamburoğlu, Müjdat Yetkiner – Hakan Tecimer, Oğuz Çetin, Tanju Çolak, Aykut Kocaman – Rıdvan Dilmen (46. Ahmet Suphi Evke), Gérson Caçapa Cheftrainer: Jozef Vengloš ( Slowakei) | Gheorghe Nitu – Yalçın Gündüz, Ersel Uzgur, Ümit Şengül (84. Feti Okuroğlu), Adnan Örnek – Turan Şen, Jan Gabriel, Vedat Vatansever (87. Ali Beykoz), Feyzullah Küçük – Ali Nail Durmuş, Hakan Şükür Cheftrainer: Yılmaz Vural | Bursaspor |
| Fenerbahçe Istanbul                                         | 1:0 Aykut Kocaman (3.) | 1:1 Ali Nail Durmuş (20., Elfmeter) 1:2 Hakan Şükür (62.) 1:3 Vedat Vatansever (71.) | Bursaspor |
| Fenerbahçe Istanbul                                         | Gérson Caçapa (33.), Ümit Birol (77.) | Feyzullah Küçük (17.), Ali Nail Durmuş (33.), Adnan Örnek (33.) | Bursaspor |
| 20. Mai 1992 um 18:00 Uhr in Ankara (Ankara 19 Mayıs Stadı) | | |           |
| Ergebnis: 1:3 (1:1)                                         | | |           |
| Schiedsrichter: Kazım Ünlüsoy                               | | |           |
| Spielbericht                                                | | |           |

## Başbakanlık Kupası 1993
| Trabzonspor                                                    | Trabzonspor | Fenerbahçe Istanbul | Fenerbahçe Istanbul |
| -------------------------------------------------------------- | --- | --- | ------------------- |
| Trabzonspor                                                    | \| 11. August 1983 um 17:00 Uhr in Ankara (Ankara 19 Mayıs Stadı) \| \| Ergebnis: 0:1 n. V. \| \| Schiedsrichter: Serdar Çakman \| \| Spielbericht \| | \| 11. August 1983 um 17:00 Uhr in Ankara (Ankara 19 Mayıs Stadı) \| \| Ergebnis: 0:1 n. V. \| \| Schiedsrichter: Serdar Çakman \| \| Spielbericht \|                                                                                                   | Fenerbahçe Istanbul |
| Trabzonspor                                                    | Viktor Grishko – Osman Özköylü (111. Orhan Kaynak), Ogün Temizkanoğlu, Abdullah Ercan, Kemal Serdar – Ünal Karaman, Tolunay Kafkas, Orhan Çıkırıkçı (97. Saffet Akyüz), Hami Mandıralı – Cengiz Atila, Soner Boz Cheftrainer: Georges Leekens ( Belgien) | Engin İpekoğlu – Emre Aşık, Semih Yuvakuran (81. Kemalettin Şentürk), Müjdat Yetkiner, Oğuz Çetin – Bülent Uygun, Cengiz Alp (66. İlker Yağcıoğlu), Tayfur Havutçu, Mecnur Çolak – Hakan Tecimer, Tanju Çolak Cheftrainer: Holger Osieck ( Deutschland) | Fenerbahçe Istanbul |
| Trabzonspor                                                    | 0:1 Mecnur Çolak (109.) | | Fenerbahçe Istanbul |
| Trabzonspor                                                    | Osman Özköylü (24.), Soner Boz (38.), Kemal Serdar (95.) | Cengiz Alp (62.) | Fenerbahçe Istanbul |
| 11. August 1983 um 17:00 Uhr in Ankara (Ankara 19 Mayıs Stadı) | | |                     |
| Ergebnis: 0:1 n. V.                                            | | |                     |
| Schiedsrichter: Serdar Çakman                                  | | |                     |
| Spielbericht                                                   | | |                     |

## Başbakanlık Kupası 1994
| Fenerbahçe Istanbul                                         | Fenerbahçe Istanbul | Trabzonspor | Trabzonspor |
| ----------------------------------------------------------- | --- | --- | ----------- |
| Fenerbahçe Istanbul                                         | \| 21. Mai 1994 um 20:00 Uhr in Ankara (Ankara 19 Mayıs Stadı) \| \| Ergebnis: 3:4 (2:3) \| \| Schiedsrichter: Hasan Ceylan \| \| Spielbericht \|                                                                                                  | \| 21. Mai 1994 um 20:00 Uhr in Ankara (Ankara 19 Mayıs Stadı) \| \| Ergebnis: 3:4 (2:3) \| \| Schiedsrichter: Hasan Ceylan \| \| Spielbericht \|                                                                                              | Trabzonspor |
| Fenerbahçe Istanbul                                         | Engin İpekoğlu – Uche Okechukwu, Müjdat Yetkiner (64. Aygün Taşkıran), İlker Yağcıoğlu, Kemalettin Şentürk – Mecnur Çolak, Brian Steen Nielsen, Tayfur Havutçu, Oğuz Çetin – Bülent Uygun, Aykut Kocaman Cheftrainer: Holger Osieck ( Deutschland) | Viktor Grishko – Abdullah Ercan, Hamdi Aslan, Kemal Serdar, Ogün Temizkanoğlu – Orhan Çıkırıkçı, Ünal Karaman, Tolunay Kafkas, Artschil Arweladse – Schota Arweladse (57. Lemi Çelik), Hami Mandıralı (76. Soner Boz) Cheftrainer: Şenol Güneş | Trabzonspor |
| Fenerbahçe Istanbul                                         | 1:2 Bülent Uygun (32.) 2:3 Bülent Uygun (44.) 3:4 Kemalettin Şentürk (72.) | 0:1 Schota Arweladse (4.) 0:2 Artschil Arweladse (18.) 1:3 Hami Mandıralı (38.) 2:4 Schota Arweladse (47.) | Trabzonspor |
| Fenerbahçe Istanbul                                         | Abdullah Ercan (8.), Orhan Çıkırıkçı (34.), Kemal Serdar (68.), Artschil Arweladse (73.), Lemi Çelik (89.) | | Trabzonspor |
| 21. Mai 1994 um 20:00 Uhr in Ankara (Ankara 19 Mayıs Stadı) | | |             |
| Ergebnis: 3:4 (2:3)                                         | | |             |
| Schiedsrichter: Hasan Ceylan                                | | |             |
| Spielbericht                                                | | |             |

## Başbakanlık Kupası 1995
| Fenerbahçe Istanbul                                         | Fenerbahçe Istanbul | Galatasaray Istanbul | Galatasaray Istanbul |
| ----------------------------------------------------------- | --- | --- | -------------------- |
| Fenerbahçe Istanbul                                         | \| 25. Mai 1995 um 19:00 Uhr in Ankara (Ankara 19 Mayıs Stadı) \| \| Ergebnis: 1:1 n. V. (0:0), 2:3 i. E. \| \| Schiedsrichter: Oğuz Sarvan \| \| Spielbericht \|                                                                                         | \| 25. Mai 1995 um 19:00 Uhr in Ankara (Ankara 19 Mayıs Stadı) \| \| Ergebnis: 1:1 n. V. (0:0), 2:3 i. E. \| \| Schiedsrichter: Oğuz Sarvan \| \| Spielbericht \|                                                                          | Galatasaray Istanbul |
| Fenerbahçe Istanbul                                         | Rüştü Reçber – Uche Okechukwu, Emre Aşık (46. Semih Yuvakuran), İlker Yağcıoğlu, Müjdat Yetkiner – Kemalettin Şentürk, Bülent Uygun (98. Ali Nail Durmuş), Aygün Taşkıran, Oğuz Çetin – Feyyaz Uçar, Aykut Kocaman Cheftrainer: Tomislav Ivić ( Kroatien) | Gintaras Staučė – Hakan Ünsal, Feti Okuroğlu, Bülent Korkmaz, Mert Korkmaz – Yusuf Tepekule, Suat Kaya (64. Uğur Tütüneker), Kubilay Türkyılmaz, Tugay Kerimoğlu, Okan Buruk (70. Arif Erdem) – Saffet Sancaklı Cheftrainer: Müfit Erkasap | Galatasaray Istanbul |
| Fenerbahçe Istanbul                                         | 1:1 Kemalettin Şentürk (115.) | 0:1 Kubilay Türkyılmaz (93.) | Galatasaray Istanbul |
| Fenerbahçe Istanbul                                         | Elfmeterschießen | | Galatasaray Istanbul |
| Fenerbahçe Istanbul                                         | 1:0 Aykut Kocaman Feyyaz Uçar 2:1 Ali Nail Durmuş Kemalettin Şentürk Oğuz Çetin | Kubilay Türkyılmaz 1:1 Tugay Kerimoğlu Feti Okuroğlu 2:2 Mert Korkmaz 2:3 Saffet Sancaklı | Galatasaray Istanbul |
| Fenerbahçe Istanbul                                         | Bülent Uygun (22.) | Suat Kaya (15.), Okan Buruk (22.), Hakan Ünsal (109.), Kubilay Türkyılmaz (120.) | Galatasaray Istanbul |
| 25. Mai 1995 um 19:00 Uhr in Ankara (Ankara 19 Mayıs Stadı) | | |                      |
| Ergebnis: 1:1 n. V. (0:0), 2:3 i. E.                        | | |                      |
| Schiedsrichter: Oğuz Sarvan                                 | | |                      |
| Spielbericht                                                | | |                      |

## Başbakanlık Kupası 1996
| Trabzonspor                                                  | Trabzonspor | Beşiktaş Istanbul | Beşiktaş Istanbul |
| ------------------------------------------------------------ | --- | --- | ----------------- |
| Trabzonspor                                                  | \| 11. März 1997 um 20:00 Uhr in Ankara (Ankara 19 Mayıs Stadı) \| \| Ergebnis: 4:0 (1:0) \| \| Schiedsrichter: Ayhan Yücebilgiç \| \| Spielbericht \|                                                                                                  | \| 11. März 1997 um 20:00 Uhr in Ankara (Ankara 19 Mayıs Stadı) \| \| Ergebnis: 4:0 (1:0) \| \| Schiedsrichter: Ayhan Yücebilgiç \| \| Spielbericht \|                                                                                     | Beşiktaş Istanbul |
| Trabzonspor                                                  | Nihat Tümkaya – İskender Eroğlu, Lemi Çelik, Ogün Temizkanoğlu, Abdullah Ercan – Giorgi Nemsadse, Tolunay Kafkas (72. Orhan Çıkırıkçı), Ünal Karaman, Schota Arweladse – Hami Mandıralı, Artschil Arweladse (56. Çetin Güner) Cheftrainer: Yılmaz Vural | Marjan Mrmic – Rahim Zafer, Alpay Özalan, Ali Günçar, Emre Eren – Mehmet Özdilek, Sertan Eser (56. Ufuk Süer), Daniel Amokachi (71. Barbaros Aliş Yavaşoğlu), Orhan Kaynak – Salih Sabri Akkaya, Serdar Topraktepe Cheftrainer: Rasim Kara | Beşiktaş Istanbul |
| Trabzonspor                                                  | 1:0 Schota Arweladse (24.) 2:0 Schota Arweladse (54.) 3:0 Tolunay Kafkas (61.) 4:0 Hami Mandıralı (65.) | | Beşiktaş Istanbul |
| Trabzonspor                                                  | Barbaros Aliş Yavaşoğlu (78.) | | Beşiktaş Istanbul |
| 11. März 1997 um 20:00 Uhr in Ankara (Ankara 19 Mayıs Stadı) | | |                   |
| Ergebnis: 4:0 (1:0)                                          | | |                   |
| Schiedsrichter: Ayhan Yücebilgiç                             | | |                   |
| Spielbericht                                                 | | |                   |

## Başbakanlık Kupası 1997
| Beşiktaş Istanbul                              | Beşiktaş Istanbul | Trabzonspor | Trabzonspor |
| ---------------------------------------------- | --- | --- | ----------- |
| Beşiktaş Istanbul                              | \| 30. Mai 1997 in Ankara (Ankara 19 Mayıs Stadı) \| \| Ergebnis: 4:3 n. V. (3:3, 1:0) \| \| Schiedsrichter: Erol Ersoy \| \| Spielbericht \| | \| 30. Mai 1997 in Ankara (Ankara 19 Mayıs Stadı) \| \| Ergebnis: 4:3 n. V. (3:3, 1:0) \| \| Schiedsrichter: Erol Ersoy \| \| Spielbericht \| | Trabzonspor |
| Beşiktaş Istanbul                              | Marjan Mrmic – Alpay Özalan (76. Rahim Zafer), Slatko Jankow, Erkan Avseren, Ali Günçar – Recep Çetin, Sergen Yalçın (82. Mustafa Özkan), Mehmet Özdilek, Daniel Amokachi – Serdar Topraktepe (78. Mutlu Topçu), Oktay Derelioğlu Cheftrainer: Rasim Kara | Metin Aktaş – Ogün Temizkanoğlu, Abdullah Ercan, Osman Özköylü, İskender Eroğlu – Mehmet İpek (46. Okan Özke), Giorgi Nemsadse, Ünal Karaman (73. Gotscha Dschamarauli), Orhan Çıkırıkçı – Hami Mandıralı, Çetin Güner (80. Mehmet Yıldırım) Cheftrainer: Yılmaz Vural | Trabzonspor |
| Beşiktaş Istanbul                              | 1:0 Serdar Topraktepe (38.) 2:0 Oktay Derelioğlu (49.) 3:1 Serdar Topraktepe (74.) 4:3 Mehmet Özdilek (116.) | 2:1 Osman Özköylü (56.) 3:2 Hami Mandıralı (79.) 3:3 Giorgi Nemsadse (84.) | Trabzonspor |
| Beşiktaş Istanbul                              | Slatko Jankow (97.), Mutlu Topçu (110.) | Ogün Temizkanoğlu (34.), İskender Eroğlu (119.) | Trabzonspor |
| Beşiktaş Istanbul                              | Ogün Temizkanoğlu (64.) | | Trabzonspor |
| 30. Mai 1997 in Ankara (Ankara 19 Mayıs Stadı) | | |             |
| Ergebnis: 4:3 n. V. (3:3, 1:0)                 | | |             |
| Schiedsrichter: Erol Ersoy                     | | |             |
| Spielbericht                                   | | |             |

## Başbakanlık Kupası 1998
| Fenerbahçe Istanbul                                         | Fenerbahçe Istanbul | Trabzonspor | Trabzonspor |
| ----------------------------------------------------------- | --- | --- | ----------- |
| Fenerbahçe Istanbul                                         | \| 14. Mai 1998 um 20:00 Uhr in Ankara (Ankara 19 Mayıs Stadı) \| \| Ergebnis: 1:0 n. V. \| \| Schiedsrichter: Ayhan Yücebilgiç \| \| Spielbericht \| | \| 14. Mai 1998 um 20:00 Uhr in Ankara (Ankara 19 Mayıs Stadı) \| \| Ergebnis: 1:0 n. V. \| \| Schiedsrichter: Ayhan Yücebilgiç \| \| Spielbericht \| | Trabzonspor |
| Fenerbahçe Istanbul                                         | Rüştü Reçber – Mustafa Doğan (75. Selahattin Özbir), Uche Okechukwu, İlker Yağcıoğlu, Saffet Akbaş – Erol Bulut, John Moshoeu, Tayfun Korkut, Kemalettin Şentürk – Kubilay Toptaş (100. Saffet Sancaklı), Faruk Yiğit (119. Ali Nail Durmuş) Cheftrainer: Cemşir Muratoğlu | Metin Aktaş – Abdullah Ercan (99. Gotscha Dschamarauli), Karel Rada, İskender Eroğlu, Erdal Eraslan (78. Macit Güven) – Osman Özköylü, Ogün Temizkanoğlu, Ünal Karaman, Tolunay Kafkas (106. Ragıp Başdağ) – Orhan Çıkırıkçı, Davor Vugrinec Cheftrainer: Ali Kemal Denizci | Trabzonspor |
| Fenerbahçe Istanbul                                         | 1:0 John Moshoeu (118., Elfmeter) | | Trabzonspor |
| Fenerbahçe Istanbul                                         | Osman Özköylü (31.), Orhan Çıkırıkçı (119.) | | Trabzonspor |
| 14. Mai 1998 um 20:00 Uhr in Ankara (Ankara 19 Mayıs Stadı) | | |             |
| Ergebnis: 1:0 n. V.                                         | | |             |
| Schiedsrichter: Ayhan Yücebilgiç                            | | |             |
| Spielbericht                                                | | |             |